# Janine De Greef
Janine De Greef (née le 25 septembre 1925 à Etterbeek et morte le 7 novembre 2020 à Bruxelles) est une résistante belge, membre de la Ligne Comète pendant la Seconde Guerre mondiale. Avec ses parents, Elvire et Fernand  De Greef, et son frère Freddy De Greef, elle aide à évacuer les combattants alliés de la Belgique occupée à travers la France jusqu'en Espagne. 

## Biographie
Janine Lambertine Marie Angèle De Greef, est née au 168 Chaussée d'Etterbeek à Etterbeek, en Belgique, le 25 septembre 1925. Son père, Fernand De Greef est un homme d'affaires et linguiste, sa mère Elvire Berlemont travaille pour le journal L'Indépendance Belge. Elle est écolière à Etterbeek lorsque les forces nazies envahissent la Belgique en mai 1940. La famille s'enfuit dans le but de gagner l'Espagne mais doit s'arrêter à Anglet, où elle s'installe dans la Villa Voisin, au 12 de l'allée du Marquis Casa Argudin, à Anglet,.
En 1941, les parents De Greef participent à la mise en place de la partie sud de la ligne Comète créée par Andrée de Jongh et Arnold Deppé pour permettre l'évacuation de combattants alliés, essentiellement des aviateurs britanniques, vers l'Espagne par delà les Pyrénées et établir des liens avec les autorités britanniques en Espagne.  Fernand De Greef travaille comme interprète à la mairie d'Anglet pour l'occupation allemande, ce qui lui donne accès à des documents utiles pour la résistance, les évacués et les soldats. Freddy De Greef aide à falsifier les documents d'identité. Elvire De Greef devient la cheffe du réseau sud-est du réseau Comète.
La première mission de Janine De Greef a lieu le 15 octobre 1941, comme elle le note dans son journal. Elle a alors seize ans et récupère deux aviateurs, qui repartent le lendemain. Elle escorte en train des groupes de militaires de Paris à Anglet, sa jeunesse l'aidant à échapper aux soupçons. Elle les accompagne ensuite en tram et à vélo, dans une maison sûre près de la frontière espagnole. Les vélos sont abandonnés là et des guides basques prennent le relai pour le franchissement de la montagne. Le nombre de vélo s'accumulant là est si important que leur élimination devient problématique. En Espagne, des diplomates britanniques se chargent de rapatrier les soldats vers la Grande-Bretagne via Gibraltar.
Janine De Greef tient un journal, écrit dans un mélange de sténographie, de français et d'anglais.
En 1944, la voie d'évacuation nord de la Ligne Comète est interrompue par les Allemands et la partie sud est en péril. Elvire De Greef est elle-même arrêtée puis libérée. La famille De Greef emmène alors les enfants Freddy et Janine en Espagne, d'où ils gagnent seuls la Grande Bretagne où ils passent la fin de la guerre. A l'âge de 19 ans, Janine De Greef a effectué plus de trente voyages en train, tram, vélo ou à pied, de la France à la frontière espagnole, avec des aviateurs alliés. Elle fait preuve d'efficacité et de sang-froid, accomplissant un travail dangereux, stressant et moralement éprouvant, surtout pour la jeune adolescente qu'elle est.
Janine De Greef retourne après la guerre à Bruxelles où elle travaille comme attachée commerciale à l'ambassade britannique. Elle reste active dans plusieurs associations en lien avec le Réseau Comète.
Après la mort de sa mère en 1991, elle emménage dans son appartement, qui est ensuite détruit dans un incendie.
Janine De Greef a conservé des archives de souvenirs de guerre ainsi que les dossiers de la Ligne Comète. Ces « petits livres noirs » lui ont malheureusement été volés. 
Janine De Greef décède dans une maison de repos à Bruxelles le 7 novembre 2020.  Son décès passe quasiment inaperçu en Belgique mais suscite beaucoup d'émotion au Royaume-Uni, voire aux États-Unis où son souvenir est vivace et où de nombreux articles lui rendent hommage,.

## Hommages et reconnaissance
À sa mort, une cérémonie d'hommage a lieu à Anglet le 22 décembre 2020, au monument du souvenir de Comète, en présence, notamment, de Christiane Saldias, ancienne messagère du réseau et Dominique Aguerre, président de l'association des Amis du réseau Comète.
Après la guerre, Janine De Greef reçoit la Médaille du roi britannique pour le courage dans la cause de la liberté, la Médaille américaine de la liberté, ainsi que des médailles belges et françaises pour son travail dans la résistance. Elle sera reconnue lieutenant ARA du Service de renseignement et d'action.
Depuis 2021, un square à Anglet porte le nom de square Famille De Greef en reconnaissance pour l'engagement de tous les membres de cette famille.
Dans les années 1970, une série télévisée britannique, s'inspire de l'histoire des résistants du réseau Comète. La BBC en réalise une version parodique : Allo ! Allo!.
« Dans tout son travail pour la cause alliée, Mademoiselle Janine de Greef s'est avérée être une aide des plus courageuses, loyales et patriotiques. » (extrait de la citation pour la Médaille du roi).